# Textilindustri
Textilindustri är en industribransch som omfattar industrier som tillverkar garn, tyg och dylikt samt bereder dessa. Vanligen räknas trikåindustrin in under textilindustrin, medan konstfiberframställning anses tillhöra kemibranschen. Textiliernas vidare hantering sker inom konfektionsindustrin.
Till den övriga textila produktionen hör inredningstextilier, fibertyg (som inte är vävda men ibland kallas vävar) och specialfiberproduktioner.

## Bakgrund
Textil kan härledas från två källor – hantverk från forntiden samt modern teknik. De tidigaste exemplen på "textilier" var en form av nät där en tråd användes i monotona mönster för att bilda öglor och korgar. Den typen av nät har tillverkats av många olika folk, i synnerhet bland afrikanska och peruanska folk. Då tyger är förgängliga finns inte så många textilier från den tiden kvar. Vävning har funnits sedan 5000 f.Kr. och härstammar från neolitiska kulturer och var en  utveckling från korgvävning. I det gamla Egypten användes textilmaterial som bomull, silke, ull och linfibrer. Runt 3000 f.Kr. användes bomull som textilmaterial i Indien och samtidigt tillverkades silke i Kina.

## Historia
Textilindustrin var en av de första av världens  branscher som industrialiserades och bidrog starkt till industriella revolutionen. År 1764 konstruerades spinnmaskinen Spinning Jenny  av James Hargreaves, vilket kom att bli en viktig uppfinning. Fem år senare sökte engelsmannen Richard Arkwright patent på en spinnmaskin som drevs av vatten. Det dröjde sedan fram till början av 1800-talet tills dessa maskiner var tillräckligt utvecklade för att användas för större produktioner. I och med detta kunde de första textilfabrikerna grundas och England gick då, som första land, från hemslöjd mot fabriksindustri.
Industrialiseringen inleddes i bomullsindustrin, och spred sig sedan till ylleindustrin och linneindustrin. Ångmaskinen och senare även elektriciteten gjorde att lokaliseringen blev allt mindre beroende av vattendrag. Syntetiska färgämnen och konstfibrer innebar även de stora framsteg för textilindustrin. Textilindustrin, som ofta varit starten till industrialiseringen för en rad av Europas länder, kom under mellankrigstiden även att utvecklas starkt även i Japan.
Senare har konkurrens från länder med låga produktionskostnader lett till stora omställningar inom textilindustrin, först från 1950- och 1960-talen i Västeuropa, och ett par decennier senare även i Östeuropa.
Världshandeln med kläder tiofaldigades (i fasta priser) mellan 1973 och 1988. Däremot ökade handeln med övriga textilier endast trefaldigt.

## Textilindustrins produktion och marknad
Textilindustrin är en av världens största industribranscher. Inom EU finns det 146 000 företag med 1,8 miljoner anställda. Den samlade omsättningen var 2011 på 180 miljarder euro, enligt den europeiska teko-industrins organisation Euratex. I USA, där branschen också är stor, sysselsatte textilindustrin 529 600 personer år 2020.
Den största tillväxten under de senaste årtiondena har dock skett i Sydostasien, i synnerhet Kina och Sydkorea. Det finns stora kostnadsfördelar för textil- och konfektionsindustrin (teko) i dessa länder, framför allt vad gäller lönefrågor och miljölagstiftningsaspekter. Men under början av 2010-talet hade lönerna stigit, vilket ledde till att textilindustrin förflyttades till länder som Indien och Bangladesh. Denna utveckling har därefter fortsatt, och lett till stora produktionsomställningar i bland annat Sverige. Den tekniska utvecklingen har lett till att textilindustrin idag är mindre arbetsintensiv och mer kunskaps- och kapitalintensiv.
Textilhandelns ökning beror bland annat på att i-länderna både producerar och exporterar tekniskt eller designmässigt mer avancerade textilier, och istället importerar halvfabrikat och enklare stapelvaror.

## Textilindustrin i Sverige

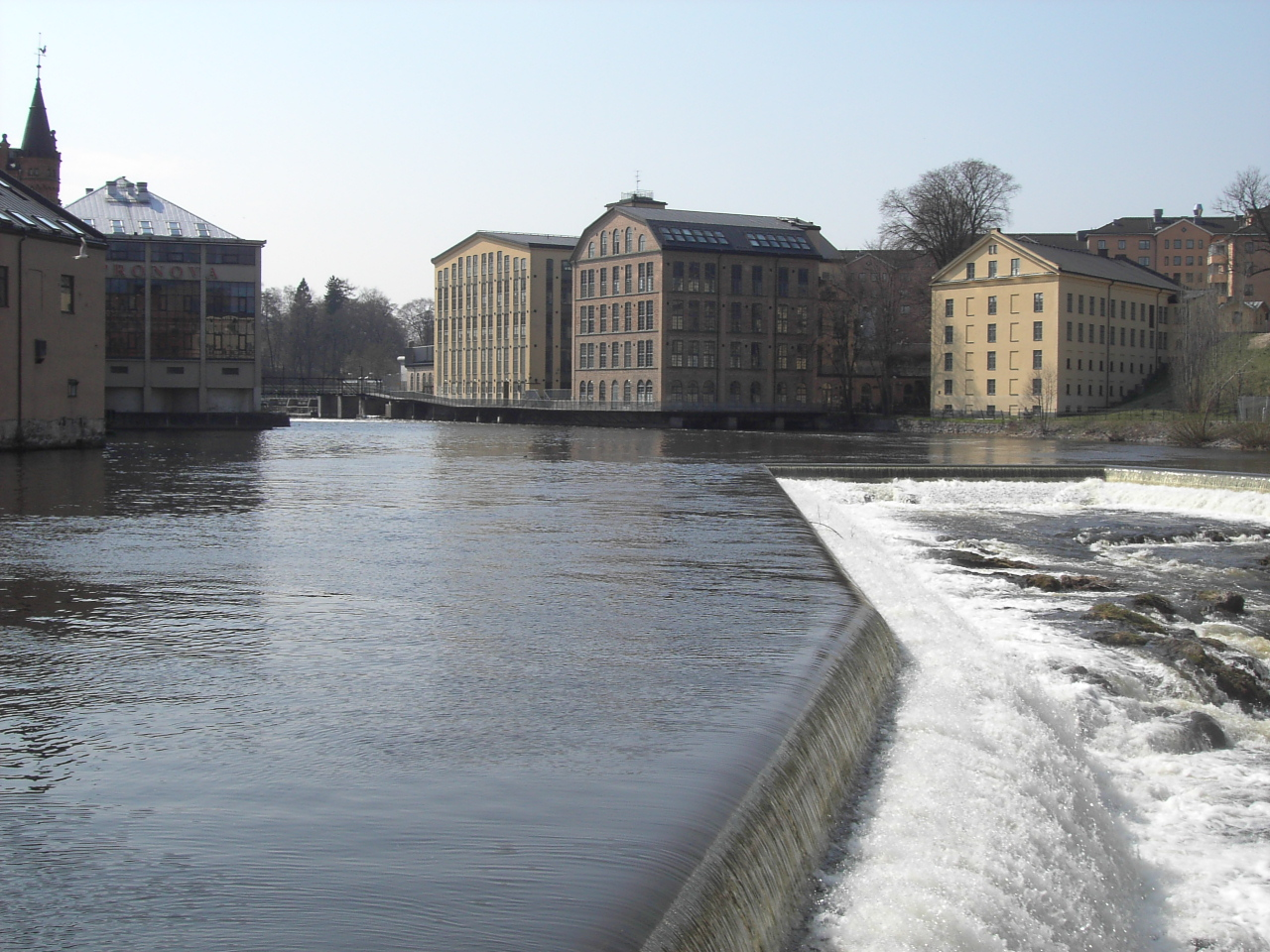
Från 1620-talet och över 300 år framåt tillverkades textilier vid Drags i Norrköping.

Sedan mitten av 1950-talet, då låglöneländer blev en allvarlig konkurrent om textilindustrin, har flera större textilfabriker tvingats lägga ner. Men en strukturomvandling har gjort den svenska textilindustrin medfört diversifiering och det satsas inte längre enbart på kläder och textilier. Ett exempel är produktionen av tekniska textilier som används för exempelvis vägbyggnad och pappersindustrin. Vid produktion av dådana textilier ligger fokus på dess styrka och böjlighet.